# ماهیان خاویاری
ماهیان خاویاری یا تاس‌ماهی‌ها یا استورژِن نامی است که به ماهیان خانوادهٔ تاس‌ماهیان (Acipenseridae) داده می‌شود که در مجموع ۲۷ گونه دارد و دست کم چهار گونه نیز امروزه منقرض شده‌اند. فیل‌ماهی، اوزون برون، تاس‌ماهی ایرانی، تاس‌ماهی روسی و شیپ از مهمترین انواع ماهیان خاویاری هستند.
ماهیان خاویاری که استورژن نیز نامیده می‌شوند و از راسته ی تاس‌ماهی‌سانان هستند در شمار گونه‌های آبزی هستند که از پیشینه‌ای چندصدمیلیون ساله که به عصر کرتاسه بازمی‌گردد برخوردارند. رقم گونه‌های خاویاری، به ۲۷ گونه و چهار سرده و چندین زیرگونه در جهان تقسیم می‌شود که از این تعداد، ۵ گونه در دریای خزر زندگی می‌کنند. چهار سردهٔ این خانواده عبارت اند از فیل‌ماهی‌ها، تاس‌ماهی‌های اصلی، پوزه‌بیلچه‌ایها و شبه پوزه‌بیلچه‌ای‌ها
این گروه از ماهی‌ها ساکن رودها و دریاچه‌های مناطق گرمسیری و نیمه گرمسیری، مناطق نزدیک به قطب و سواحل اوراسیا و آمریکای شمالی هستند. ارزش اقتصادی ماهیان خاویاری، تخم آن‌ها یعنی خاویار از اشرافی‌ترین و گران‌ترین فراورده‌های غذایی در جهان است. امروزه به دلیل صید بی‌رویه بسیاری از گونه‌های این ماهی در خطر انقراض بوده و صید آن‌ها در بسیاری از زیستگاه‌های آنان ممنوع شده‌است.
ماهیان خاویاری دارای ویژگی‌های منحصر به فردی هستند. عموماً اندازه‌های بسیار بزرگی تا ۱۵۰۰ کیلوگرم و هفت متر دارند، بخش‌هایی از اسکلت آن‌ها غضروفی بوده و عموماً برای تخمگذاری به رودخانه‌ها مهاجرت می‌کنند. این ماهی‌ها پلی پلوئید بوده و دارای دو، چهار یا هشت ست یا مجموعه کروموزومی هستند. این ماهی‌ها معمولاً در عمق آب به سر می‌برند و گوشتخوار و شکارچی هستند.
همچنین استورژن‌ها بیشترین طول عمر در میان تمامی ماهیان را داشته و برخی از گونه‌ها در بیست سالگی به بلوغ رسیده و تا ۱۰۰ سال عمر می‌کنند.

## یادداشت
1. ↑  در فرانسوی Esturgeon و در انگلیسی Sturgeon